# 地幔对流

地幔对流

地幔对流是地球内部由硅酸盐组成的地幔非常缓慢的蠕变运动，热对流将热量从地球内部带到其表面。
地球表面的岩石圈和下方的软流圈在地球上地幔的最上层。岩石圈被分为诸多构造板块，在这些板块的边界上，新的地壳不断在洋中脊产生，旧的地壳逐渐冷却，在俯冲带沉入地幔。下沉的地壳物质最终进入地球深部，到达下地幔，甚至地核与地幔的边界。